# Sonic Firestorm
Sonic Firestorm är det brittiska power metal-bandet Dragonforces andra studioalbum, utgivet i april 2004 på Noise Records och på Victor i Japan. Det var bandets första släpp med basisten Adrian Lambert och trummisen Dave Mackintosh. Den senare ersatte Didier Almouzni.
"Fury of the Storm" släpptes som singel under 2005.

## Låtlista
1. "My Spirit Will Go On" – 7:54
2. "Fury of the Storm" – 6:46
3. "Fields of Despair" – 5:25
4. "Dawn over a New World" – 5:13
5. "Above the Winter Moonlight" – 7:31
6. "Soldiers of the Wasteland" – 9:45
7. "Prepare for War" – 6:15
8. "Once in a Lifetime" – 7:46

Bonusspår på den japanska utgåvan
1. "Cry of the Brave" – 5:46

## Medverkande
Musiker
- ZP Theart – sång, bakgrundssång
- Herman Li – gitarr, akustisk gitarr
- Sam Totman – gitarr, akustisk gitarr
- Adrian Lambert – basgitarr
- Vadim Pruzhanov – keyboard, piano, akustisk gitarr
- Dave Mackintosh – trummor

Bidragande musiker
- Clive Nolan – bakgrundssång

Produktion
- Karl Groom – producent, inspelningstekniker, mixning
- Richard West – inspelningstekniker, mixning
- Eberhard Köhler – mastering
- Marko Jakobi – omslagskonst
- Marisa Jacobi – booklet design
- Olle Carlsson – foto